# 韋小寶
韋小寶是金庸武俠小說《鹿鼎記》的男主角。自幼在揚州妓院長大，雖然贪财好色、貪生怕死、目不識丁、武藝低微，但機智重義。自從在皇宮冒充太監開始，周旋於多方勢力之間，屢遇奇險，總能憑其機智化險為夷，結交上不少官場與江湖人物，辦成多番大事。書中與韋小寶為敵的人都對他的巧詐應變十分忌憚。另外韋小寶亦是唯一金庸小說中最後沒有成為武林頂級高手的男主角。

## 簡介
揚州麗春院妓女韋春花之子，父為韋春花恩客但人數眾多不知為誰，市井間出名的小騙子。十二三歲隨茅十八遠赴北京，冒充「小白龍」。殺死並冒充太監小桂子後，因緣際會成為康熙的好友心腹，助其擒殺鰲拜，自此屢立大功，扶搖直上。又拜陳近南為師，成為天地會青木堂香主。更捲入了《四十二章經》的謎團，成為神龍教白龍使。
韋小寶對朋友和部下都非常大方，十分義氣，在朝廷與江湖都結交了不少朋友。憑其膽識，遊刃逢迎於各方勢力之間。既助康熙尋父，拯救太后，攏絡蒙古、西藏、羅剎國，移除吳三桂的盟友；亦為天地會兩度救出沐王府人眾、助陳近南逃過馮錫範的暗算。
後來集齊了八部《四十二章經》，得知滿清關外寶藏之秘，雖然把秘密告知了陳近南，無奈陳近南竟被鄭克塽暗算殺害。多番折騰，最終娶得七名美人為妻。後來康熙和天地會全面開戰時，雙方都要求韋小寶助其消滅對方，眼見忠義兩難全，不想再為這些事情煩心，遂於返回揚州途中假裝遭到劫殺，就此帶著眾妻、母親隱居雲南，然而康熙不信小寶輕易遇害，屢下江南暗中查訪但均未果作結。
武功方面，雖拜陳近南和九難（長平公主）為師，也曾向其他高手如海大富、洪安通、澄觀等學過武功，但因嫌辛苦之故連皮毛都沒學到，唯有九難傳授的閃避身法「神行百變」相當嫻熟，多次憑此身法順利脫險。近代著名的武俠小說當中，韋小寶是唯一武功極低微的主角。

## 家室
韋小寶有七個妻子，兩個兒子和一個女兒。
妻子：
- 蘇荃
- 方怡
- 阿珂
- 建寧公主
- 曾柔
- 沐劍屏
- 雙兒

子女：
- 韋虎頭，長子。母親阿珂。因骰子擲到五和六，是個「虎頭」而得名。
- 韋銅錘，次子。母親蘇荃。因骰子擲到一和六，湊成個「銅錘么六」而得名。
- 韋雙雙，長女。母親建寧公主。因骰子擲到兩個二，兩點是雙，兩個兩點是雙雙，故得名。

七個妻子「舊版」和「新版」無分嫡庶，因各自原因到丽春院而被韦小宝灌了迷药并强奸，但後來「新修版」康熙欽定建寧公主為韋小寶正妻。阿珂是他眾多妻子中最美的一個，年紀最大和武功最高強者為蘇荃，最為小寶著想的是雙兒，而韋小寶最愛者為雙兒和阿珂。

## 身份
韋小寶在《鹿鼎記》中，有多重複雜的身份：
- 小寶：自幼在揚州麗春院的名字。（第二回）
- 韋小寶：茅十八問他姓名，就把母親的姓加在名字上。（第二回）
- 「小白龍」：茅十八為了給韋小寶爭臉，而替他取的外號，推說他水上功夫了得。（第二回）
- 官位：
  - 御前侍衛副總管，欽賜黃馬褂：韋小寶把自己殺死並冒充小桂子、以及順治帝出家的事，告訴了康熙，從此不能再當太監。康熙改任他為御前侍衛副總管，並欽賜黃馬褂，要他到五台山，暗訪順治的下落。（第十五回）
  - 驍騎營正黃旗副都統，正二品，賜為滿洲人：康熙升韋小寶職，派他帶領四十名御前侍衛、二千名驍騎營官兵，到少林寺宣旨辦事。（第二十一回）
  - 驍騎營正黃旗都統：韋小寶救了順治後，由察爾珠代康熙出家，韋小寶領了其驍騎營都統一職。（第二十四回）
  - 「巴圖魯」、欽差大臣：康熙賜韋小寶「巴圖魯」勇號，並派他為欽差大臣，命他剿滅神龍教。（第三十四回）
    - 施琅獲韋小寶提拔後，奉康熙之命打造了一隻金飯碗給韋小寶，上面鑄着『欽賜領內侍衛副大臣、兼驍騎營正黃旗都統、賜穿黃馬褂、巴魯圖勇號、一等子爵韋小寶。』（第三十四回）
    - 「滿漢第一勇士」：剿滅神龍教途中，施琅捧韋小寶，稱他「當年手刃滿洲第一勇士鰲拜，把滿漢第一勇士的名號搶了過來，因此欽賜『巴魯圖』勇號。」
    - 後來在雅克薩城，洪安通當着蘇菲亞公主和高里津總督面前，命陸高軒搜出韋小寶身上一道密諭，寫着：「欽差大臣、領內侍衛副大臣、兼驍騎營正黃旗滿洲都統、欽賜巴圖魯勇號、賜穿黃馬褂、一等子爵韋小寶前赴遼東一帶公幹，沿途文武百官，聽候調遣。」（第三十六回）

  - 撫遠大將軍，正一品：由於平定吳三桂的間接功勞，授予此職領重兵攻打雅克薩，在書末時去職繳回印信。（第四十七回）

- 爵位：
  - 一等子爵：韋小寶告訴康熙真皇太后被囚禁，兩人帶領侍衛救出了她。康熙就把韋小寶封做一等子爵（第二十八回），後升任忠勇伯、通吃伯、通吃侯、鹿鼎公。
    - 賜婚使：康熙下旨，封韋小寶為一等子爵，賜婚使，護送建寧公主前赴雲南，賜婚平西王世子吳應熊。（第二十九回）

  - 管領東方韃靼地方的伯爵：韋小寶向蘇菲亞公主獻計，先助她煽動火槍手在莫斯科城作亂，後來又當上羅剎國攝政女王，故獲封為伯爵。韋小寶更自視為「羅剎諸葛亮」。（第三十六回）
- 天地會青木堂香主：陳近南為了解決香主繼位之事，破格收韋小寶為徒，再讓他當上青木堂香主。（第八回）
- 神龍教白龍門掌門使：韋小寶在機遇下平息了神龍教的內亂，獲教主洪安通封為「白龍使」，並出掌五龍令。（第二十回）
  - 回宮後，發現自己成了（假）皇太后的上司。（第二十一回）
- 晦明：康熙要韋小寶去五台山做和尚，卻先在在少林寺剃度，稱是為康熙替身出家。方丈晦聰禪師代先師觀證禪師收徒，做了自己師弟，法名「晦明」。（第二十二回）
  - 輔國奉聖禪師，清涼寺方丈：康熙下了密旨，派韋小寶由少林寺赴五台山，住持清涼寺，服侍順治帝行癡。（第二十三回）

### 假裝
- 小桂子：在宮中殺死了真正的小太監小桂子後，就冒充了他的身份，以欺騙海大富。（第三回）
  - 桂公公：韋小寶成為康熙身邊紅人之後，宮中以至朝廷不少人對他的尊稱。（第五回）
  - 首領太監，六品：助康熙擒下鰲拜後獲得的升遷。（第五回）
  - 尚膳司副總管太監：皇太后殺死海大富後，升了韋小寶的級，讓他擔當海大富原本的職司，要他守秘。（第七回）
  - 自揭太監身份：韋小寶把自己殺死並冒充小桂子、以及順治出家的事，告訴了康熙，從此不能再當太監。康熙改任他為御前侍衛副總管，到五台山暗訪順治的下落。（第十五回）
    - 雖然康熙知道了韋小寶不是小桂子，但私底下有時還是這樣稱呼他。

  - 初遇建寧公主：韋小寶自五台山回到紫禁城，仍舊換上太監服飾見康熙，並初次遇見建寧公主。建寧公主從此多以「小桂子」稱呼韋小寶。（第二十一回）
    - 桂貝勒：韋小寶送建寧公主回寢宮，公主稱韋小寶為桂貝勒，自居奴才服侍他。（第二十一回）
- 癩痢頭小三子：韋小寶向沐王府聲稱認識宮中一個小廝癩痢頭小三子，可以幫助救出沐王府失陷在宮的人。回宮後即以癩痢頭小三子的名頭救出吳立身等三人。（第十三回）
- 許家家人：韋小寶、徐天川、吳立身等一行七人，趕到一大屋避雨，遇上十幾個同是避雨的漢子，徐天川假稱姓許一家。對方問及北京太監小桂子的下落，言語中劉一舟暗示韋小寶即是小桂子，引得吳立身大怒，結果七人全部被執，韋小寶身上財物給搜了出來，身份被識穿。（第十六回）
- 北京城韋大官人：韋小寶帶了雙兒、于八，三人衣飾華貴，到五台山清涼寺暗訪順治下落。（第十七回）
- 北京城富家公子：韋小寶欺騙胖頭陀，自己是富家公子，帶了鄰家小姐（雙兒）私奔，以圖脫離胖頭陀糾纏，可惜給搜出了身上的《四十二章經》，未能成功。最後既要少林十八羅漢搭救，又假稱普濟寺內大石碣上的篆文載有八部《四十二章經》的下落，胖頭陀方肯放人還經。（第十八回）
- 明朝大官之後：方怡帶了韋小寶乘船出海，問起他身世。韋小寶說母親在揚州妓院，方怡臉色大變。韋小寶即時騙她，說外公是明朝大官，在揚州對抗韃子而死，母親幼年流落街頭，得妓院豪富嫖客收養為千金小姐，後來嫁給了揚州有名的富家公子。（第十九回）
- 花差花差小寶：領兵訪少林寺途中，韋小寶夜間在中軍帳中開賭，毫無防備之下，被十多名王屋派弟子闖進帳中脅持。韋小寶即以「花差花差小寶」之名與之周旋。（第二十二回）
- 揚州六院聯號小少爺：韋小寶在少林寺時，打扮成富家子弟，到潭頭鎮的妓院，訛稱家裡在揚州開了六家妓院，一心豪闊一番。（第二十二回）
- 吳三桂小兒子：葛爾丹王子派到吳三桂的使者罕帖摩，被天地會群豪假裝平西王親隨擒下，誤以為韋小寶是吳三桂的小公子。韋小寶打蛇隨棍上，聲稱是葛爾丹摯友，騙得他把吳三桂聯絡蒙古、西藏、羅剎國、神龍教、耿精忠、尚可喜、孔四貞之事一一吐出。（第三十回）

## 拜師
韋小寶正式拜師的師父：
- 陳近南（第八回）：傳授了其本門內功的基本法門及圖譜，時間只花了兩個多時辰。（第九回）韋小寶到頭來一點也沒有練成。
- 康熙（第二十一回）：康熙在建寧公主面前，稱韋小寶為徒兒。後來韋小寶自覺不便再稱呼康熙為「小玄子」，遂正式拜康熙為師，改稱「師父」。
- 觀證禪師（第二十二回）：韋小寶作康熙替身在少林寺出家，方丈晦聰禪師聲稱不敢做皇帝的師父，故代已圓寂二十八年的師父觀證禪師收韋小寶為弟子。
- 九難（第二十七回）：韋小寶原本是隨口跟阿珂叫九難為「師父」，後來桑結帶着眾喇嘛師弟一路追擊，韋小寶連施詭計殺敵，卻訛稱是其「師父」九難所施及所授的神功所為。（第二十六回）桑結中計離去後，九難就收了小寶入鐵劍門。（第二十七回）九難在離開前，把「神行百變」輕功中一些逃跑的法門，傳授了韋小寶。（第三十四回）

以下人物雖然傳授韋小寶武藝，但並無師徒關係：
- 海大富：傳授「大擒拿手」（第四回）、「大慈大悲千葉手」（第五回）。
- 蘇荃：傳授「美人三招」，分別是：貴妃回眸、小憐橫陳、飛燕迴翔。（第二十回）
- 洪安通：傳授「英雄三招」，分別是：子胥舉鼎、魯達拔柳、狄青降龍。（第二十回）
- 澄觀：論輩份，反而是韋小寶師侄。韋小寶為了應付綠衫女郎（阿珂）的武功，以言語擺佈澄觀，為他想出武功速成法。（第二十二回）後來澄觀看明白了藍衫、綠衫女郎二人會使的招式，就以「拈花擒拿手」的招式破解，傳了給韋小寶。（第二十三回）
- 何惕守：韋小寶本欲拜師，但何惕守嚇他，要割下手掌裝上鐵鉤，方可成為弟子。結果師拜不成，但把暗器「含沙射影」傳給了他。（第四十一回）

以上功夫除了神行百變以外其他都沒學成或徒具其形而無法實戰。

## 結義
- 索額圖（第五回）
- 入天地會時，與會中所有人拜為兄弟。（第八回）
- 陶紅英，拜為親姑姑。（第十五回）
- 吳立身，沐王府之武人，曾被韋小寶從宮中救出，視
- 楊溢之（第二十八回）。吳三桂卻怪他與韋小寶結拜，視之為背叛，割去了他雙手雙腳雙眼舌頭，囚在黑坎子裡。雖然被天地會群豪救出，瞬即傷重而死。（第三十回）
- 胡逸之（第三十三回）
- 張勇、趙良棟、王進寶、孫思克（第三十八回）：張、王、孫三人身處嫌疑之地，卻見韋小寶對他們推心置腹，故向其拜倒。韋小寶也跪倒還禮，說以後就如兄弟一般，並叫趙良棟同來一拜。雖然趙良棟以信不過王進寶為由拒絕，但韋小寶還是把他算是兄弟當中一人。五人並無各敘年紀，韋小寶純粹看每人鬍子花白程度，來判斷年紀大小。
- 桑結、葛爾丹（第三十九回）

## 法寶

### 隨身法寶
1. 水銀骰子，用以操縱賭局，韋小寶視之為「最最親密的老朋友」。（第三回）
2. 化屍粉，遇血溶肌，存於青色白點的三角瓶子之內。海大富死後，歸韋小寶所有。（首見於第三回，得之於第七回）
3. 墨色匕首，削鐵如泥，抄鰲拜家時所吞沒。（第五回）
4. 金絲背心，刀槍不入，抄鰲拜家時所吞沒。後來獨臂神尼九難看見此背心時，憶起袁承志也有這麼一件。（得之於第五回，神尼回憶於第二十五回）
5. 大量銀票，自抄鰲拜家起，在多次大小貪贓之中積得。（第五回起）
6. 蒙汗藥，得自御前侍衛。（第十三回）
7. 暗器「含沙射影」，何惕守所贈，鋼針上餵以麻藥，可發射五次。（第四十一回）

### 其他物品
- 石灰／爐灰，用以擲人眼睛，蔽人視線。（第二、五、二十九回）
- 《四十二章經》，載有滿清關外寶藏秘密。（首見於第五回，集齊於第三十回）
- 武功圖譜，陳近南所授，記載其本門內功的基本法門。（第九回）
- 黃馬褂，康熙所賜。（第十五回）
- 雄黃珠子一串，貼肉掛著，百毒不侵。洪安通所賜。（第二十回）
- 五龍令，外形是一條五色斑斕的小龍，由青銅、黃金、赤銅、白銀、黑鐵鑄成。神龍教教眾見令，如親見教主，掌令人對教眾操生殺大權。洪夫人所授。（第二十回）
- 雪參玉蟾丸三十顆，朝鮮國王貢品，服後強身健體，百毒不侵。假太后毛东珠所贈。（第二十一回）

## 贪污行贿
韦小宝贪污贿赂尤为知名，跟朝中亲贵康亲王，官员索额图，太监，谋反势力吴三桂父子及功臣施琅等以金钱财产巴结谋取私利，受贿来图方便 。

## 影視作品
| 年份 | 國家/地區 | 劇名                     | 性質       | 演員   |
| ---- | --------- | ------------------------ | ---------- | ------ |
| 1977 | 英屬香港  | 《鹿鼎記》               | 電視劇     | 文雪兒 |
| 1983 | 英屬香港  | 《鹿鼎記》               | 電影       | 汪禹   |
| 1984 | 英屬香港  | 《鹿鼎記》               | 電視劇     | 梁朝偉 |
| 1984 | 中華民國  | 《鹿鼎記》               | 電視劇     | 李小飛 |
| 1992 | 英屬香港  | 《鹿鼎記》               | 電影       | 周星馳 |
| 1992 | 英屬香港  | 《鹿鼎記2神龍教》        | 電影       | 周星馳 |
| 1993 | 英屬香港  | 《正牌韋小寶之奉旨溝女》 | 電影       | 梁朝偉 |
| 1996 | 英屬香港  | 《乾隆大帝》             | 電視劇     | 張英才 |
| 1998 | 香港      | 《鹿鼎記》               | 電視劇     | 陳小春 |
| 2000 | 香港      | 《鹿鼎記》               | 廣播劇     | 陳奕迅 |
| 2000 | 香港      | 《小寶與康熙》           | 電視劇     | 張衛健 |
| 2008 | 中国大陆  | 《鹿鼎記》               | 電視劇     | 黄晓明 |
| 2011 | 中国大陆  | 《夢回鹿鼎記》           | 網絡微電影 | 胡歌   |
| 2014 | 中国大陆  | 《鹿鼎記》               | 電視劇     | 韩栋   |
| 2020 | 中国大陆  | 《鹿鼎記》               | 電視劇     | 张一山 |

## 參閱
- 《鹿鼎記》，金庸武俠小說